# Milky Way (ciocolată)
Milky Way este un baton de ciocolată fabricat și distribuite de către Mars, Inc. Varianta americană cu nuga și caramel diferă de cea din ciocolată cu lapte vândută în Europa, unde poartă numele de Mars.

## Versiunea americană
Batonul de Milky Way a fost creat în 1923 de către Frank C. Mars și produs inițial în Minneapolis, Minnesota. Numele și gustul au fost luate de la un milkshake popular în acea vreme în State, milkshake care a fost numit după galaxia Pământului.
Pe 10 martie 1925, marca Milky Way a fost înregistrată în SUA, primele încercări datând încă din 1922. Începând cu 1924, batonul de Milky Way a fost distribuit la nivel național, având vânzări de 800.000 de dolari în acel an. Ciocolata pentru glazura de ciocolată fost furnizată de Hershey's.

## Legături externe
- Site oficial